# 休·默茨
休·默茨（英語：Sue Merz，1972年4月10日—），美国女子冰球运动员。她曾代表美国国家队参加1998年和2002年冬季奥林匹克运动会冰球比赛，获得一枚金牌和一枚银牌。